# Jassuda Bédarride
Jassuda Bédarride (* 2. April 1804 in Aix; † 4. Februar 1882 in Aix) war ein französischer Jurist und Bürgermeister.

## Leben
Jassuda Bédarride wurde am 2. April 1804 in Aix geboren.
Er studierte in seiner Vaterstadt die Rechte, wurde 1825 dort Advokat und 1848 Maire sowie Mitglied des Provinzialrats der Rhônemündungen.
Diese Stellungen gab er jedoch auf, um sich ganz seinen juristischen Studien widmen zu können.

## Werk
Sein Hauptwerk ist der bändereiche Kommentar über verschiedene Teile des Code de commerce unter dem Titel: Droit commercial (Paris 1843 ff., 27 Bde.).
Außerdem schrieb er:
- Traité du dol et de la fraude. 4. Aufl., Paris 1885, 4 Bde.
- Études de législation. Montpellier 1867 u. 1868
- Du prosélytisme et de la liberté religieuse. Paris 1875
- Les Juifs en France, en Italie et en Espagne. 2. Aufl., Lévy, Paris 1861